# 페라이트 (철)
페라이트(ferrite) 또는 알파철은 체심입방격자의 철으로 강자성체이다. 퀴리 온도에서 강자성을 잃고 상자성체가 된다. 세라믹 물질이자 준강자성(페리자성)을 가지는 페라이트 자석과는 다른 물질이다. 오스테나이트보다 빈틈의 크기가 작기 때문에 탄소를 조금만 용해시킬 수 있다.